# Raggruppamento Vallone
Il Raggruppamento Vallone (in francese: Rassemblement wallon; RW) è un partito politico regionalista belga, attivo in Vallonia dal 1968.
Fondato il 7 marzo 1968, il partito ha contestato le elezioni generali belghe del 1968 in un cartello con il DFF, un partito politico francofono con sede a Bruxelles, ricevendo il 5,9% dei voti a livello nazionale.